# 意大利神射手部队
神射手部队（意大利語：Bersaglieri）是意大利陆军中的一个军，最早由亚历山德罗·拉·马莫拉（Alessandro La Marmora）将军于1836年6月18日创建，属于萨丁尼亚王国陆军，之后又归属于意大利王国陆军。这支部队一直都是高机动性的轻步兵部队，而且该部队士兵也一直戴着标志性的装饰有黑色松鸡羽毛的宽檐军帽（在现代，會將羽毛別在作戰頭盔上）。神射手部队的另一个明显特征就是他们在阅兵中所采用的快速跑步行进方式，而非一般常见的正步或齐步走。

## 起源和历史
由于萨丁尼亚王国相对贫穷，他们无法负担起大量骑兵部队所带来的军费，对行军速度快的神射手部队的需求也因而产生。神射手部队成员要经历高强度的体能训练及高标准的射击训练。就像法国的猎兵（Chasseur，为快速作战行动而受训的轻步兵或轻骑兵）一样，意大利神射手部队被赋予了相对独立且主动的行动权，以便于他们以相对松散的编制作战，不需要直接命令及直接控制。与传统步兵不同，神射手部队的士兵有权独立射击，他们所携带的子弹数量（60发）也比普通步兵所携带的子弹数量（40发）要多。该部队最初的军服为黑色，军帽是名为“vaira”的宽檐军帽。这种军帽的最初设计目的是在面对马刀的攻击时保护头部。
神射手部队与公众的初次见面是1836年7月1日的一次阅兵式。在当时的都灵，神射手军第一连的士兵踏着很高的步伐以极高的频率（每分钟180步）行军穿越街道，二战及后来的神射手部队仍然在使用这种行进方式。在现代，意大利神射手部队的士兵在阅兵时依然采用这种慢跑式的行进方式，甚至在兵营执勤任务中也要用这种方式行进，不然就会受到惩罚。在当时，这支新部队给萨丁尼亚国王卡洛·阿尔贝托留下了很深的印象，国王很快便将这只部队并入了皮埃蒙特正规军。神射手部队发展速度很快，到了1852年，该部队已拥有10个营，每个营下辖4个连。
在整个19世纪里，神射手部队的角色都是散兵，负责保护行军速度较慢的己方部队，但在有需要的情况下将作为特种冲击部队参与行动。在计划中，神射手部队在创建之初的主要角色是山地部队，值得一提的是，意大利登山家及向导Jean-Antoine Carrel也曾是一名神射手部队成员。1872年阿尔卑斯山地军（Alpini）成立后，这两支精英部队中出现了强烈的竞争关系。

## 统一后的意大利
在第一次意大利独立战争（1848-1849）中，神射手部队凭借突袭伦巴第地区的戈伊托（Goito）的桥梁一战而成名。1855年，神射手部队还为参与克里米亚战争的萨丁尼亚远征军提供了5个营的兵员。在喬爾納亞戰役中，神射手部队由于霍乱疫情爆发而遭受了较大损失。在克里米亚地区的神射手部队为了向一同服役法国轻步兵（zouaves部队）致敬而配戴了带有蓝色流苏的红色菲兹帽，这些法军的北非士兵也在战斗中见证了意大利神射手部队的勇气。
1860年，撒丁岛军队（Armata Sarda）变成了皇家军队（Regio Esercito，即意大利王国陆军），当时神射手部队的36个营被重新整编为6个神射手团，这支部队也在这时拥有了行政部门及惩戒性任务。这几个团被分配到了军团中，而团下属的营也被分配到了军下属的师中，作为侦察部队。
- · 第一神射手团，隶属于第一军，下辖第一、第九、第十三、第十九、第二十一及第二十七营
- 第二神射手团，隶属于第二军，下辖第二、第四、第十、第十五、第十七及第十八营
- 第三神射手团，隶属于第三军，下辖第三、第五、第八、第二十、第二十三及第二十五营
- 第四神射手团，隶属于第四军，下辖第六、第七、第十一、第十二、第三十五及第三十六营
- 第五神射手团，隶属于第五军，下辖第十四、第十六、第二十二、第二十四、第二十六及第三十四营
- 第六神射手团，隶属于第六军，下辖第二十八、第二十九、第三十、第三十一、第三十二及第三十三营

神射手部队最著名的一次行动发生在1870年9月20日，意大利炮兵在庇亚门段的奥勒良城墙上炸出了一个缺口，第十二神射手营利用这个缺口突袭了罗马，最终夺取了罗马并终结了教皇处理世俗事务的权力（俗权，Temporal power），也为意大利带来了完全的统一。1932年，庇亚门前树立起了一座纪念上述事件的纪念碑，同时国家神射手部队博物馆也迁至庇亚门，该博物馆直至今日仍在那里。
1871年，神射手部队又扩充了4个营，所拥有的团的数量也从6个增加到了10个，各团对下辖的营也拥有了行动指挥权。1883年，神射手部队的团的数量增加到了12个，意大利王国陆军的每个军中都拥有一个神射手团，而每个神射手团又拥有3个营。因此，为了编制统一，在1871年组建的4个营遭到了解散。

## 第一次世界大战
一战期间，神射手部队中又增加了9个新组建的团并在意大利战线上表现突出。在神射手军团的21万名兵员中，共有32000人在战争中阵亡，50000人在战斗中负伤。其中，意大利的最后一名一战老兵Delfino Borroni（1898-2008）就在战争期间服役于神射手部队第六博洛尼亚团。另外贝尼托·墨索里尼也曾在战争期间服役于神射手部队，并在战斗中负过伤。
1917年，神射手部队中的一支分遣队被派遣到了中东战场并参加了西奈及巴勒斯坦战役，在那里他们加入了由英国将军第一代艾伦比子爵埃德蒙·艾伦比指挥的埃及远征军。神射手部队的“主要政治角色”是“在耶路撒冷和伯利恒与当地基督教会一同保障基督教的世袭特权”  。
一战结束后，神射手部队的9支战时军团被解散，剩下的团里，每个团下辖的营的数量也减到了2个。随着意大利军队开始为机动化作战做准备，神射手部队的角色也被定为轻步兵。战后的神射手部队转型为自行车部队，在Celeri师（快速师）中与骑兵部队协同行动。在1915-1918年间，有着高昂士气和进攻精神的精英部队被视作是打破堑壕战僵局的一种方式。神射手部队为意大利军队提供了很多适合在骑兵部队和坦克部队中服役的训练有素的兵员。当意大利装甲部队于1939年组建时，神射手部队与机动化作战之间的联系仍在继续：每支新组建的装甲化及摩托化师都会得到一个神射手团。

## 两次大战之间的时期
神射手部队第3团于1935年10月参加了第二次義大利衣索比亞戰爭，该团作为伊塔洛·加里波第所指挥的第三十“Sabauda”步兵师的一部分从厄立特里亚（Eritrea）方向入侵埃塞俄比亚。在埃塞俄比亚，神射手第三团参与了圣诞节攻势以及Amba Aradam之战。1936年3月，神射手第三团被撤回到厄立特里亚城市阿斯马拉（Asmara），加入了一支新部队，也就是由Achille Starace指挥的东非快速纵队（East Africa Fast Column）。

## 第二次世界大战
二战开始时，意大利军队中的神射手部队的编制为：12个团，每个团下辖3个营。在战前的几年里，陆军方面一直都没有降低神射手部队的征兵标准，加入神射手部队的新兵也一直保持着超出陆军平均水平的体格、耐力，他们经受住了高强度的体能训练并在射击技术方面也达到了神射手的水准。二战期间，神射手部队又增加了一个团，即第18神射手团，该团下辖3个营，但其中只有一个营经历过实际战斗。
神射手部队曾于法国南部作战，之后又转战希腊，后来还有神射手团被部署到东线。还有一个神射手团参加过东非战役。
1943年9月8日，意大利王国在西西里岛上的卡西比莱（一个村庄）与西方盟国签订了停战协议，意大利被一分为二。意大利社会共和国继续和纳粹德国一同继续与同盟国交战。意大利社会共和国的陆军，也就是法西斯主义的国家共和军（National Republican Army，简称ENR）组建了第一“意大利”神射手师，该师隶属于德军第14军，部署在亚平宁山脉北部。第一“意大利”神射手师曾于哥德防線作战，在盟军的最后一次攻势（葡萄彈行動）的末尾，第一“意大利”神射手师和两个德国国防军师和最后的一个意大利法西斯陆军师一起，在科莱齐奥战役（Battle of Collecchio-Fornovo，1945年4月26-29日）结束后向盟军投降   。
另一边，意大利联合交战陆军也组建了一个神射手营，与第四神射手团的剩余兵员一同组成了莱尼亚诺战斗群（Legnano Combat Group）。

## 冷战
冷战期间，神射手部队被特别指派为机械化步兵部队。因此，神射手营也就成为了军下属的装甲师中的装甲化或机械化团的一部分，一个机械化团一般下辖两个神射手营和一个坦克营。一个坦克团则下辖两个坦克营和一个神射手营。下属于摩托化师的装甲步兵团则一个坦克营和一个神射手营组成。无一例外地，意大利神射手营都装备有M113装甲运兵车。在当时仅有两个处于服役状态的神射手团，一个是隶属于第131“半人马座”装甲师（131st Armoured Division Centauro）的第三神射手团，另一个是隶属于第132“白羊座”装甲师（132nd Armoured Division Ariete）的第八神射手团。
1975年，意大利陆军废除了神射手部队中的团级编制，剩下的神射手营变成了旅级编制下的旅属独立部队。意大利陆军用第三神射手团的团指挥部及团中的其他单位组成了“戈伊托”机械化旅（Goito Mechanized Brigade）。还用第八神射手团的团指挥部及团中的其他单位组成了“加里波第”机械化旅（Garibaldi Mechanized Brigade）。这两个新成立的旅还分别额外接收了一个神射手营（来自解散了的装甲步兵团，且只有人员，没有装甲车辆。来自神射手军的坦克车组人员及炮兵人员没有被包含在内）。
在这些神射手营变成独立营之后，他们也继承了原神射手团的旗帜和传统，每个营都得到了一个纪念性名字（来自神射手部队曾经参与过的重大事件），比如，第3神射手“Cernaia”营的名字就来自克里米亚战争中发生在1855年的乔尔纳河战役。
另外，神射手部队还部署了5个反坦克连，两个神射手旅（戈伊托旅和加里波第旅）各下辖一个反坦克连；三个装甲旅（阿里亚特、圣陶罗、马梅利Mameli）。
随着冷战的结束，意大利陆军开始削减部队兵员及单位数量，神射手部队也受到了影响。1991年6月1日，戈伊托机械化旅被解散，加里波第机械化旅则被部署到了意大利南部城市卡塞塔，原因是陆军决定减少位于意大利北部的部队的数量。1991年7月1日，加里波第旅抵达卡塞塔，并更名为第八神射手“加里波第”旅。同样是在1991年，陆军中的“营”被更名为“团”，但构成不变。

## 现代
在过去，神射手部队用跑步及骑自行车的方式来进行机动，但现在服役的神射手部队都已经完成了机械化。
现代神射手部队曾于黎巴嫩作为多国部队维持当地和平，也曾在南斯拉夫內戰、索马里内战战中充当维和部队，也曾在阿富汗戰爭和伊拉克战争中表现活跃。在现代神射手部队中，部队传统依然很受重视。神射手部队的领章上有着深红色的火焰图案。入伍的士兵仍然带着红色菲兹帽，军官则依然在穿着常服时戴黑色贝雷帽。而传统的带有羽毛的“vaira”帽子则只在穿着军礼服时佩戴。神射手部队成员所戴的手套也与其他意军部队不同，神射手部队的手套为黑色，其他部队的手套则为白色。神射手部队的每个单位都有一个叫做“fanfara”的乐队，他们负责在部队接受检阅时演奏军乐。“fanfara”使用的乐器中没有打击乐器。直到今天，神射手部队中只有加里波第团、阿里亚特团以及第七神射手团还保留着部队中的“fanfara”乐队。在1953年的电影《罗马假日》（Roman Holiday）中，影片早期时，就有一支来自神射手部队的fanfara乐队为一次阅兵伴奏的片段。
第一、第八和第十一神射手团仍以自身的传统角色即履带机械化步兵服役，属于意大利陆军中的两个重装旅。而第三、第六和第七神射手团则隶属于轮式机械化步兵旅。

## 军号
19世纪中期神射手部队刚出现时，其角色设定主要是轻步兵精确射手，以松散的散兵队列作战，因此该部队就需要特殊的军号声来为在战场上迷失方向的单位指明方向。每个营都有着独有的军号声，在召集士兵时反复吹奏，或者在战术军号吹响前作为一种“预备号“，用于指明命令发布的对象。（例如，一段复合的军号声可以是这样：“1stBersaglieri”+”Company”+“Right/Nr.3”+“Deploy in open order”）。